# Isabela Habsburská
Isabela Habsburská (španělsky: Isabel; 18. července 1501 Brusel – 19. ledna 1526 Gent), také známá jako Alžběta, byla rakouská arcivévodkyně a kastilská infantka z rodu Habsburků. Následně se stala dánskou, norskou a švédskou královnou v rámci Kalmarské unie jako manželka krále Kristiána II. Byla dcerou krále Filipa I. a královna Jany I. Kastilské a sestra císaře Svaté říše římské Karla V. V roce 1520 vládla Dánsku jako regentka.
Kateřinina výchova, kterou vedla její teta arcivévodkyně Markéta, probíhala v Mechelenu pod dohledem významných humanistů, jako byli Juan Luis Vives a Adrian z Utrechtu. V roce 1514 se provdala za Kristiána II. Dánského, Norského a Švédského. Domluvený sňatek však zpočátku čelil problémům kvůli diplomatickému napětí způsobenému Kristiánovým vztahem s jeho nizozemskou milenkou Dyveke Sigbritsdatter. Po její smrti v roce 1517 se vztahy mezi Isabelou a jejím manželem výrazně zlepšily a Isabela byla v roce 1520 jmenována regentkou a politickou poradkyní krále.
V roce 1523 byl Kristián II. sesazen z trůnu. Politický převrat donutil dánskou královskou rodinu, včetně Isabely a jejich dětí, hledat útočiště v různých evropských zemích, jako byla Anglie, Sasko a habsburské Nizozemí. Během exilu Isabela neúnavně hájila zájmy svého manžela. V roce 1524 se zúčastnila říšského sněmu v Norimberku, kde se snažila získat podporu pro obnovení Kristiánovy vlády v Dánsku.
Její cesty po Německu, Anglii a Nizozemsku přispěly k jejím rostoucím sympatiím k protestantskému hnutí. Její smrt v roce 1526 byla provázena širokým smutkem. Přijala jak protestantskou, tak katolickou svátost, avšak Habsburkové prohlásili, že zemřela jako horlivá katolička.

## Život

### Původ
Isabela byla dcerou burgudského vévody Filipa Sličného (1478–1506) a jeho manželky, královny Kastilie a Leónu, Jany I. (1479–1555). Její rodiče měli bouřlivé manželství, ač se z počátku zdálo, že bude šťastné. Filip si nenechal ujít žádné potěšení a jeho žárlivá manželka mu byla neustále v patách, proto se Filip, za podpory svého tchána, aragonského krále Ferdinanda II., snažil prohlásit Janu za šílenou. Po Filipově smrti byla královna „šílená“ žalem uzavřena v klášteře, kde strávila zbytek života, a vládu nad Kastilií a Leonem převzal její otec.
Isabela měla pět sourozenců: Eleonoru (1498–1558), Karla (1500–1558), Ferdinanda (1503–1564), Marii (1505–1558) a Kateřinu (1507–1578).
Dětství prožila na dvoře své tety Markéty, která byla nizozemskou místodržitelkou, spolu s bratrem Karlem a sestrami Eleonorou a Marií. Její druhý bratr Ferdinand a nejmladší sestra Kateřina zůstali ve Španělsku, Ferdinand na dědečkově dvoře, kde se mu dostalo výchovy pro budoucího španělského krále, a Kateřina s matkou v klášteře. Isabelina teta Markéta byla velmi vzdělaná žena a všem dětem poskytla laskavou péči i skvělé vzdělání, jejím učitelem byl Adriaan Florenszoon Boeyens (pozdější papež Hadrián VI.) Nemohla je však uchránit politických sňatků, které osnoval její otec, císař Maxmilián I., pro svá vnoučata.

### Sňatek

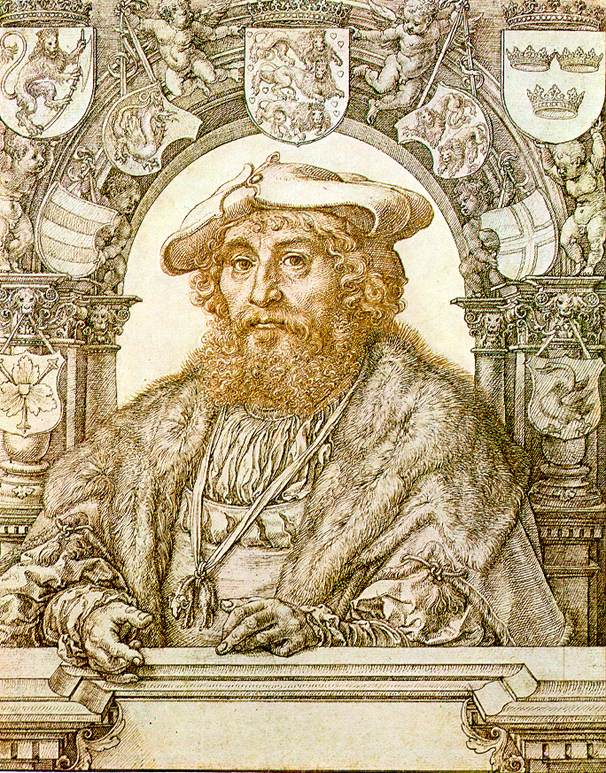
Kristián II.

Hlavní motivací pro uzavření sňatku bylo politické hledisko a rozšiřování vlivu. Proto císař Maxmilián na nic nečekal a začal vyjednávat s mladým dánským a norským králem Kristiánem II., nehledě na to, že se o něm šířily znepokojující zvěsti. Kristián byl považován za největšího zpustlíka své doby. Volba padla na Maxmiliánovu druhou vnučku.
11. července 1514 se tedy Isabela per procurationem provdala za dánského a norského krále Kristiána II., jehož při obřadu zastupoval její dědeček císař Maxmilián. O rok později, 12. srpna 1515, se v Kodani sňatek mezi Isabelou a Kristiánem zopakoval za jejich osobní účasti. Vztahy mezi králem a nevěstinou rodinou však zůstaly chladné.

### Dánská královna Alžběta
Isabela byla korunována na dánskou královnu a přijala jméno Alžběta. Kristián svou ženu nemiloval a otevřeně udržoval poměr s Holanďankou Dyveke Sigbritsdatter, jejíž rodina, které král udělil vysoké státní posty, udělala královně ze života peklo. Vztahy mezi manžely se zlepšily po Dyvekině smrti roku 1517.
Roku 1520 se spolu s manželem stali také královnou a králem švédským.

### Smrt v Gentu
Roku 1523 byl král Kristián II. svržen a na trůn nastoupil jeho strýc Frederik I. Bývalá královna Alžběta odmítla velkorysou nabídku nového krále, aby i s dětmi v Dánském království zůstala, a s manželem opustila zemi. Rodina odešla do Flander a nakonec se usadila v Lier v dnešní Belgii.
Teprve 24letá Isabela ukončila svou životní pouť 19. ledna 1526 v Gentu. Pohřbena v klášteře sv. Petra u Gentu a v roce 1883 byly její ostatky převezeny do Odense a uloženy v Katedrále sv. Knuda.
Po smrti Isabelly předal Kristián své a Isabelliny děti v roce 1526 do péče jejich pratety Markéty Habsburské, nizozemské místodržitelky. Roku 1531 odcestoval zpět do Skandinávie, neboť se chtěl pokusit o znovuzískání dánského trůnu. Jeho snaha nebyla úspěšná, Kristián byl jat a po dlouholetém věznění zemřel; do Flander se již nevrátil. Po smrti Markéty Habsburské v roce 1530 se o další výchovu dětí starala nová místodržitelka habsburského Nizozemí, Isabellina mladší sestra Marie Habsburská.

## Potomci

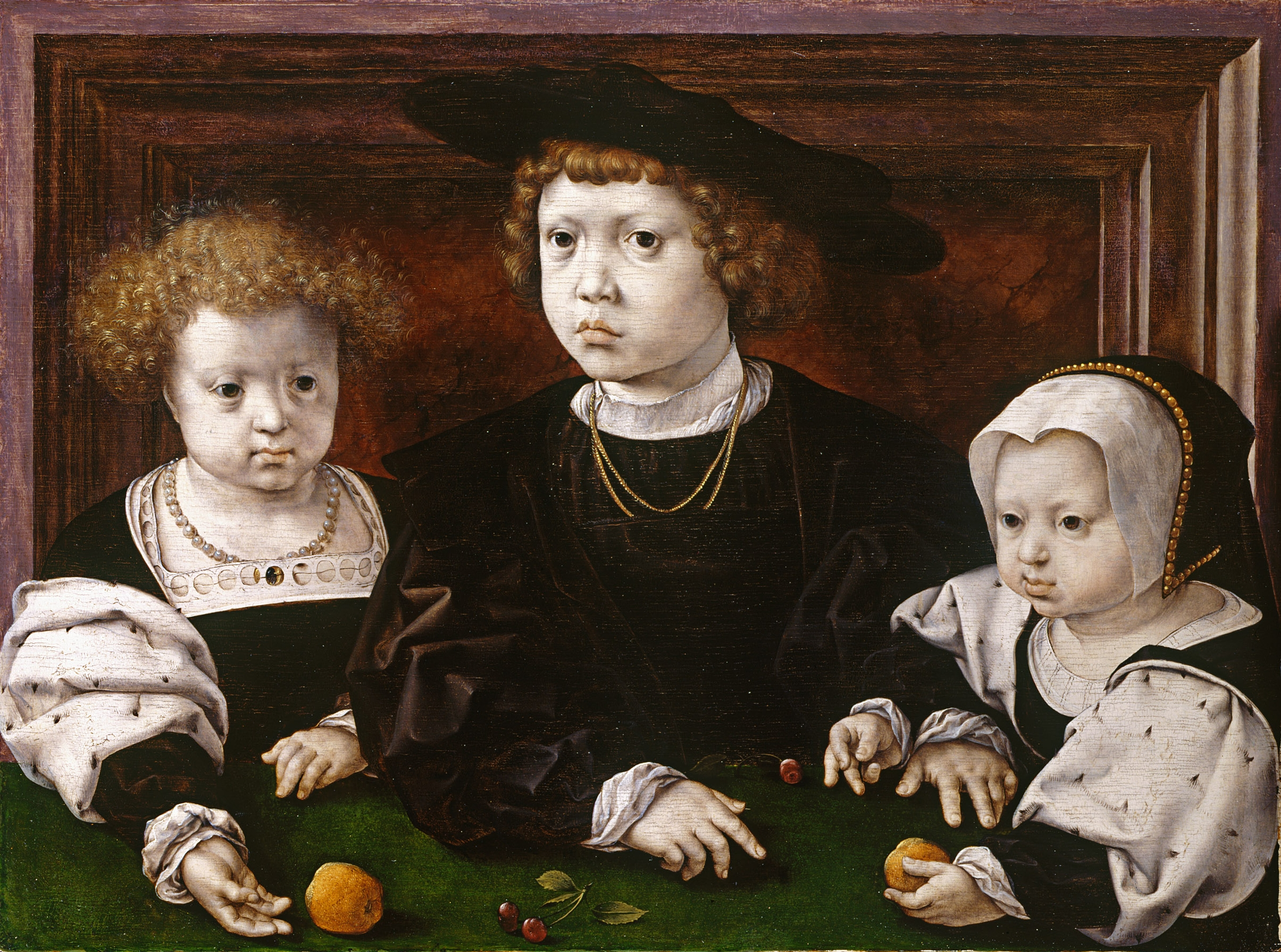
Isabelliny děti Jan, Dorotea a Kristina na obraze Jana Grossaerta z roku 1526.

- Jan (21. února 1518 – 11. srpna 1532)
- Maxmilián (*/† 1519)
- Filip Ferdinand (*/† 1519)
- Dorotea (10. listopadu 1520 – 20. září 1580), ⚭ 1535 Fridrich II. Falcký (9. prosince 1482 – 26. února 1556), kurfiřt falcký
- Kristina (1521–1590),
⚭ 1534 František II. Maria Sforza (4. února 1495 – 24. října 1535), milánský vévoda
⚭ 1541 František I. Lotrinský (23. srpna 1517 – 12. června 1545), vévoda lotrinský
- syn (*/† 1523)

## Vývod z předků
|                      |                          |  |                        |                             |  |  |  |  |  |  |  | Arnošt Habsburský |
|                      |                          |  |                        |                             |  |  |  |  |  |  |  |                   |
|                      | Fridrich III. Habsburský |  |                        |                             |  |  |  |  |  |  |  |                   |
|                      |                          |  |                        |                             |  |  |  |  |  |  |  |                   |
|                      |                          |  |                        | Cimburgis Mazovská          |  |  |  |  |  |  |  |                   |
|                      |                          |  |                        |                             |  |  |  |  |  |  |  |                   |
|                      | Maximilián I. Habsburský |  |                        |                             |  |  |  |  |  |  |  |                   |
|                      |                          |  |                        |                             |  |  |  |  |  |  |  |                   |
|                      |                          |  |                        | Eduard I. Portugalský       |  |  |  |  |  |  |  |                   |
|                      |                          |  |                        |                             |  |  |  |  |  |  |  |                   |
|                      | Eleonora Portugalská     |  |                        |                             |  |  |  |  |  |  |  |                   |
|                      |                          |  |                        |                             |  |  |  |  |  |  |  |                   |
|                      |                          |  |                        | Eleonora Aragonská          |  |  |  |  |  |  |  |                   |
|                      |                          |  |                        |                             |  |  |  |  |  |  |  |                   |
|                      | Filip I. Sličný          |  |                        |                             |  |  |  |  |  |  |  |                   |
|                      |                          |  |                        |                             |  |  |  |  |  |  |  |                   |
|                      |                          |  |                        | Filip III. Dobrý            |  |  |  |  |  |  |  |                   |
|                      |                          |  |                        |                             |  |  |  |  |  |  |  |                   |
|                      | Karel Smělý              |  |                        |                             |  |  |  |  |  |  |  |                   |
|                      |                          |  |                        |                             |  |  |  |  |  |  |  |                   |
|                      |                          |  |                        | Isabela Portugalská         |  |  |  |  |  |  |  |                   |
|                      |                          |  |                        |                             |  |  |  |  |  |  |  |                   |
|                      | Marie Burgundská         |  |                        |                             |  |  |  |  |  |  |  |                   |
|                      |                          |  |                        |                             |  |  |  |  |  |  |  |                   |
|                      |                          |  |                        | Karel I. Bourbonský         |  |  |  |  |  |  |  |                   |
|                      |                          |  |                        |                             |  |  |  |  |  |  |  |                   |
|                      | Isabella Bourbonská      |  |                        |                             |  |  |  |  |  |  |  |                   |
|                      |                          |  |                        |                             |  |  |  |  |  |  |  |                   |
|                      |                          |  |                        | Anežka Burgundská           |  |  |  |  |  |  |  |                   |
|                      |                          |  |                        |                             |  |  |  |  |  |  |  |                   |
| 'Isabela Habsburská' |                          |  |                        |                             |  |  |  |  |  |  |  |                   |
|                      |                          |  |                        |                             |  |  |  |  |  |  |  |                   |
|                      |                          |  | Ferdinand I. Aragonský |                             |  |  |  |  |  |  |  |                   |
|                      |                          |  |                        |                             |  |  |  |  |  |  |  |                   |
|                      | Jan II. Aragonský        |  |                        |                             |  |  |  |  |  |  |  |                   |
|                      |                          |  |                        |                             |  |  |  |  |  |  |  |                   |
|                      |                          |  |                        | Eleonora z Alburquerque     |  |  |  |  |  |  |  |                   |
|                      |                          |  |                        |                             |  |  |  |  |  |  |  |                   |
|                      | Ferdinand II. Aragonský  |  |                        |                             |  |  |  |  |  |  |  |                   |
|                      |                          |  |                        |                             |  |  |  |  |  |  |  |                   |
|                      |                          |  |                        | Fadrique Enríquez           |  |  |  |  |  |  |  |                   |
|                      |                          |  |                        |                             |  |  |  |  |  |  |  |                   |
|                      | Jana Enríquezová         |  |                        |                             |  |  |  |  |  |  |  |                   |
|                      |                          |  |                        |                             |  |  |  |  |  |  |  |                   |
|                      |                          |  |                        | Mariana Fernández z Córdoby |  |  |  |  |  |  |  |                   |
|                      |                          |  |                        |                             |  |  |  |  |  |  |  |                   |
|                      | Jana I. Kastilská        |  |                        |                             |  |  |  |  |  |  |  |                   |
|                      |                          |  |                        |                             |  |  |  |  |  |  |  |                   |
|                      |                          |  |                        | Jindřich III. Kastilský     |  |  |  |  |  |  |  |                   |
|                      |                          |  |                        |                             |  |  |  |  |  |  |  |                   |
|                      | Jan II. Kastilský        |  |                        |                             |  |  |  |  |  |  |  |                   |
|                      |                          |  |                        |                             |  |  |  |  |  |  |  |                   |
|                      |                          |  |                        | Kateřina z Lancasteru       |  |  |  |  |  |  |  |                   |
|                      |                          |  |                        |                             |  |  |  |  |  |  |  |                   |
|                      | Isabela Kastilská        |  |                        |                             |  |  |  |  |  |  |  |                   |
|                      |                          |  |                        |                             |  |  |  |  |  |  |  |                   |
|                      |                          |  |                        | Jan Portugalský             |  |  |  |  |  |  |  |                   |
|                      |                          |  |                        |                             |  |  |  |  |  |  |  |                   |
|                      | Isabela Portugalská      |  |                        |                             |  |  |  |  |  |  |  |                   |
|                      |                          |  |                        |                             |  |  |  |  |  |  |  |                   |
|                      |                          |  |                        | Isabela z Braganzy          |  |  |  |  |  |  |  |                   |
|                      |                          |  |                        |                             |  |  |  |  |  |  |  |                   |